# Anystidae
Anystidae zijn  een familie van mijten. Bij de familie zijn 18 geslachten met circa 110 soorten ingedeeld.